# 국가주석

공화국의 영원한 주석 김일성.

국가주석(國家主席, chairperson)이라는 용어는 주로 사회주의 일당제 국가의 수반을 뜻한다.
- 중화인민공화국 주석 (중화인민공화국)
- 조선민주주의인민공화국 주석 (조선민주주의인민공화국)
- 베트남사회주의공화국 주석 (베트남)
- 라오스인민민주공화국 주석 (라오스)
- 쿠바공화국 주석 (쿠바)
- 대한민국 임시정부 주석 (대한민국 임시정부)
- 조선인민공화국 주석 (조선인민공화국)
- 베트남민주공화국 주석 (베트남 민주 공화국)
- 남베트남 공화국 고문이사회 주석 (남베트남 공화국)
- 민주 캄푸치아 국가상임위원회 주석 (민주 캄푸치아)
- 캄푸치아 인민공화국 국가이사회 주석 (캄푸치아 인민공화국)